# Felipe Jaramillo
Felipe Jaramillo Velásquez (Medellín, 18 aprile 1996) è un calciatore colombiano, centrocampista dell'Envigado.

## Palmarès

### Club

#### Competizioni nazionali
- Campionato colombiano: 1

América de Cali: 2020